# Alfred Russel Wallace
Alfred Russel Wallace (født 8. januar 1823, død 7. november 1913) var en britisk naturforsker, opdagelsesrejsende, geograf, antropolog og biolog. Han er bedst kendt for en teori om evolution, der bygger på naturlig selektion, og som fik Charles Darwin til at offentliggøre sin teori.

## Biografi
Alfred Russel Wallace blev født i Llanbadoc ved Usk i  Monmouthshire i Wales i 1823. Han kom fra fattige kår og kæmpede sig gennem sit lange liv op ad rangstien, til han endte på højde med forskere og naturalister som Alexander von Humboldt og Charles Darwin. Ved sin død i 1913 var Wallace en af de mest kendte naturforskere. I dag er han stort set ukendt for andre end naturhistorikere.

### Alfred Russel Wallace 1823-1913
Wallace var nummer otte af  Thomas Vere Wallace og Mary Ann Wallaces ni børn. Kun fire af dem nåede at opleve deres 25. leveår. A. Wallace blev ældst trods tilbagevendende malaria-anfald. Wallace blev født i Kensington Cottage.
I 1844 stødte Wallace tilfældigt på Henry Walter Bates, der samlede på alle britiske biller. De to blev hurtigt gode venner, og efter at Bates havde vist Wallace sine præparerede biller, begyndte Wallace at interessere sig for andet end de planter, han længe havde samlet og undersøgt. 
Wallace flyttede i 1845 fra Leicester for at overtage sin bror Williams landmålerfirma efter pludselig død; først til Neath og senere til London, hvor der var arbejde på grund af de mange jernbaner, der skulle lægges. 
Da Wallace flyttede fra Leicester, holdt han kontakt med Bates via breve. Nogle er bevaret og giver indblik i deres fælles interesse, evolution. I november skrev han til Bates ”Have you read ’Vestiges of the Natural History of Creation’ or is it out of your line?”  Bogen udkom året før. Først i 1884 blev afsløret, at det var den kontroversielle journalist Robert Chambers værk. Denne bog blev med til at danne evolutionsteorien, sammen med de opdagelser Wallace gjorde på sine rejser.
Efter at have læst en anden bog af William Edwards foreslog Wallace, at han og Bates skulle rejse til Brasilien. I Amazonas ville de være samle, specificerede, præparerede og sende dyrearter og plantearter til England. De drog fra England den 15. april 1848 og ankom til Brasilien seks uger senere. De fik de på to måneder samlet og sendt over 3500 eksemplarer af forskellige dyr tilbage til England. De blev derefter enige om at rejse hver for sig: Wallace drog hele vejen op ad Orinoco floden for at finde hidtil usete arter af fugle, dyr og planter.
I 1852 var Wallace blevet træt af fire års konstant rejse i regnskoven. Han havde levet sammen med indianerne for at få hjælp til at rejse rundt. Han havde haft adskillige malariaanfald og troede på et tidspunkt, at han skulle dø, som hans yngste bror Edward havde gjort af gul feber nogle måneder tidligere.
På rejsen tilbage gik der ild i skibet, Wallace overlevede i en redningsbåd, men stort set alle hans noter, tegninger og dyr brændte.
Sørejsen afskrækkede kun Wallace i et par år, og i 1854 drog han igen afsted. Nu til Malaysia og Indonesien. Han kom først tilbage før otte år senere. I den tid havde han stiftet bekendtskab med hovedjægerne og orangutangerne på Borneo, paradisfuglene og sommerfuglene på Bacan og tusindvis af andre dyrearter. Han havde fundet sit eget syn på evolutionsteorien under et malariaanfald og var blevet lidt af en berømthed i England. 
Han havde i årenes løb haft kontakt med Darwin, som han havde sendt en hurtigt skrevet version af evolutionsteorien, så snart han kunne efter malariaanfaldet.
I 1862 vendte Wallace tilbage til England hvor han levede til sin død i 1913.

### Rejsen i Sydøstasien
I 1854 drog Wallace på sin anden store rejse. Han havde brugt adskillige måneder på forberedelser. Han havde besluttet, at der ikke ville samle planter på denne rejse: fortjenesten på planter var ikke lige så stor som på zoologiske objekter. Wallace fik penge til sin rejse af den velhavende sir Roderick Murchison, der betalte for både skibsrejsen og en assistent til Wallace. Skibet Bengal lagde til i Singapore den 20. april 1854.

#### En britisk Rajah og orangutanger
I 1855 ankom Wallace til Sarawak hvor sir James Brooke boede. Brooke var hans direkte modsætning som soldat og imperialist. Alligevel voksede et venskab mellem Wallace og Brooke hurtigt. Brooke var Englands Rajah og bestyrede hele den østlige del af Borneo. Brooke var som Wallace meget glad for de indfødte, som han behandlede godt, til forskel fra mange andre briter.
Wallace rejste med de indfødte langt op ad Sarawak floden, hvor han skød og dræbte 16 orangutanger. Den ene havde en unge, som han ikke kunne få sig selv til at slå ihjel, selv om han ikke blinkede ved at skyde de voksne.
Ungen tog han med tilbage til Brookes palads i Sarawak. H her prøvede han at opfostre den med rismælk og sukker. Han have ingen mulighed for at få animalsk mælk og i dag ved biologer, at han havde en meget lille chance for at opfostre en ung orangutang på rismælk og sukker. Efter nogle måneder voksede ungen ikke længere, snart blev den svag og døde. Det var med tungt hjerte Wallace indså, at han ikke kunne opfostre orangutangen til den blev voksen.
Imens Wallace opholdt sig i Sarawak skrev han en afhandling om blandt andet orangutangernes levevis og deres forbindelse til menneskene. Sarawak-loven sendte han til England, hvor det blev offentliggjort. De fleste anerkendte naturhistorikere og forskere overså dog dette papir. Selv Darwin mente der ikke stod noget nævneværdigt nyt i Sarawak-loven.
Det var dog ikke alle der overså papiret. Wallaces agent Samuel Stevens var begejstret for Wallaces anderledes teorier. Sarawak-loven var faktisk den første offentliggjorte evolutionsteori, mange blev desværre forvirret af Wallaces selvopfundne ord som ”Anti-type”(forfædre) og forkastede værket som noget de havde hørt før.

#### Hovedjægerne
Wallace var en af de få naturalister, der uden at klage levede sammen med regnskovens indianere, spiste, boede og talte som dem. Han endte med at bryde sig bedre om de fleste stammer, end han brød sig om de kultiverede briter. Uden våben sov han blandt Dyak hovedjægerne på den østlige del af Borneo. Selv om han fra sin seng i deres hytter kunne se direkte op i loftet, hvor der hang røgede menneskehoveder, følte han sig mere sikker hos dem end noget sted i Europa.
”The more I see of uncivilized people, the better I think of human nature on the whole” 

#### En ukendt paradisfugl
I januar 1857 går Wallace i land på en af Aru-øerne ved den lille landsby Dobbo. Wallace opholder sig i nærheden af Dobbo de næste syv måneder til hans afrejse i juli. Flere landsbyer i nærheden af Dobbo var plaget af hærgende pirater. For at undgå skader på de indsamlede dyr tog Wallace op ad en af floderne. Han ville nu lede efter paradisfuglene, som ingen af europæer før havde beskrevet i levende, vild tilstand.
I Europa modtog museerne ofte eksempler på paradisfugle, men de manglede for det meste benene, der var skåret af for at gøre det nemmere at sende dem. Wallace var kendt for at være god til at præparere de dyr han sendte, så de var smukke og hele, når de kom frem. Hans anseelse hvad dette angik steg yderligere, da han begyndte at sende paradisfugle til England med ben osv.
De indfødte var specialister i at fange de smukke fugle, men selv med deres metoder var de svære at komme nær uden at fuglenes små kroppe blev beskadiget. Wallace ledte i fire hele måneder, før han endelig fik fat på det første eksemplar af en helt ubeskadiget fugl, en paradisfugl der ikke før var set af nogen europæer, kongeparadisfuglen (billede). Kokken i rejsegruppen var kommet hjem med et friskt eksemplar som Wallace beskrev som ”the most perfectly lovely of the many lovely productions of nature”
Det var blot en af Wallaces mange opdagelser af nye arter ved Aru-øerne. Han fandt hen ved 1600 arter, der var ukendte for videnskaben.

#### Wallaces evolutionsteori
Wallace befandt sig på den næsten ukendte ø Gilolo ved den mindre ø Ternate, da han i februar 1858 blev ramt af et særligt voldsomt malariaanfald. Anfaldet var værre end han længe havde oplevet det. Han var overbevist om at han skulle dø under dette anfald. I feberrusen kom han til at tænke på, hvorfor nogle overlevede og nogle døde.
Under malariaanfaldet blev hans tanker på et tidspunkt drejet tilbage til Malthus' teori om befolkningstilvækst. Allerede på dette tidspunkt var det almindelig kendt at Malthus' teori ikke passede helt på virkeligheden. Wallace var optaget af hvorfor den ikke passede. Han kæmpede med at forstå hvorfor nogle arter overlevede og andre ikke gjorde det, samtidig med han ikke kunne forstå hvordan nye arter blev til.
På et tidspunkt gik det så endelig op for ham, at han havde haft svaret hele tiden: at kun de stærkeste af de vilde dyr kunne overleve. Nogle variationer hos en art viste sig mindre levedygtige end andre, som albinoer, der havde svært ved at overleve længe nok til at reproducere sig selv og dermed giver generne videre. Med tiden ville disse stærke variationer til sidst blive en ny enkeltstående art.
Så snart Wallace kunne, nedskrev han hastigt sine tanker. Da han havde fået det bedre, uddybede han det hele. Til sidst sendte han det til Darwin, den eneste naturhistoriker han mente ville kunne forstå, hvor banebrydende hans nye teori var. Hvad han ikke vidste var at Darwin havde barslet med  tanker meget lig Wallaces, men bygget på tamme dyr i stedet for vilde.

### Efter den sidste rejse – Hjemme i England
Wallace fik ikke udelukkende gode ting ud af sin berømmelse. De første mange år tilbage i England havde han især problemer med økonomien. Efter han havde proklameret sig som  spiritist, var hans anseelse faldet hos mange af de højtstående forskere. Det fik salget af hans bøger og andet udgivet materiale til at falde så meget, at han knap nok havde råd til et sted at bo.
Hans venskab med Darwin hjalp til, at han senere fik tildelt folkepension, på den kunne han klare sig resten af livet uden at bekymre sig om sine to børns uddannelse.
Der kom dog også godt ud af hans berømmelse: efter udgivelsen af ”The Malay Archipelago” og andre  værker, genvandt han langsomt sin status, som den førende naturhistoriker på det malaysiske øhavs område. Ved sin død i 1913 var Wallace en af de mest kendte naturhistorikere i verden. Han havde udgivet 22 bøger og over 700 artikler. Ydermere er der flere forskellige arter, både hos insekterne, fuglene og pattedyrene, der blev opkaldt efter Wallace, fordi han var den første til at beskrive dem.
I dag er der stort set ingen, der aner, hvem Alfred Russel Wallace er, så det kan diskuteres, hvor meget han har fået ud af sine rejser og udgivelser. Wallace var en sky person der ikke tog sig stort af, hvem der blev kendt eller ikke kendt. Det vigtige var at ideen blev kendt. Han var aldrig vred eller på anden måde bitter over udgivelsen af hans evolutionsteori, selv om han ikke selv havde sagt god for, at den blev udgivet. På samme måde var han beskeden i senere udgivelser om evolution, hvoraf en af bøgerne blev kaldt ”Darwinism”, et typisk billede på, hvordan han stillede sig selv i baggrunden og lod Darwin stå frem og tage al æren for opdagelsen og publiceringen af evolutionsteorien.
I dag er der stadig visse naturhistorikere, der mener, at Darwin slet ikke havde fundet frem til den rigtige evolutionsteori, men simpelthen havde stjålet Wallaces idé. Dette er der dog ikke meget belæg for, da der er breve og noter fra Darwin og hans venner, som tydeligt viser at Darwin, allerede tyve år før Wallace kom på sporet af teorien, næsten havde stykket den sammen.
Der er dog stor sandsynlighed for, at Darwin har ændret en anelse i sin teori efter at have læst Wallace og fundet passager, som Wallace havde bedre fat i end Darwin. Der findes ingen noter eller breve hvori Wallace har beklaget sig over det, men muligheden er der, det kan endda være at Darwin knap nok selv har bemærket ændringerne, idet han havde stirret sig blind på sin egen teori efter tyve års arbejde.
Hvad enten Darwin ”stjal” noget af Wallaces teori eller ej, så blev Wallace aldrig lige så anerkendt efter sin død som Darwin blev. Der er gennemgående enighed om, at den ukendte person i evolutionsteorien, Wallace, er blevet overset til trods for at han var banebrydende på sit felt. Wallace hviler på kirkegården i Broadstone i England. Det gavnede ikke Wallaces anseelse, at han blev en betydelig fortaler for spiritismen (1874).

## Et digt af Wallace
”I’d be an Indian here, and live content
To fish, and hunt, and paddle my canoe,
And see my children grow, like young wild fawns,
In health and body and peace of mind,
Rich without wealth, and happy without gold.”